# Mills (cráter)

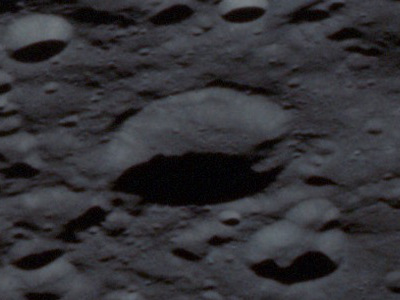
Fotografía de la misión Apolo 13

Mills es un pequeño cráter que se encuentra en el cara oculta de la Luna, al noreste de Henderson y al sur de Kohlschütter.
Se trata de un cráter de impacto indistinto que es más o menos de forma circular, con una ligera protuberancia hacia el noroeste. Este bulto puede deberse a la fusión de un impacto menor con el borde. El perfil del brocal aparece un poco desgastado, sin rasgos distintivos y con unos diminutos impactos en el borde. El suelo interior, marcado solo por una serie de diminutos cráteres, presenta una cresta de material que sobresale hacia dentro de la pared sur.

## Cráteres satélite
Por convención estos elementos son identificados en los mapas lunares poniendo la letra en el lado del punto medio del cráter que está más cercano a Mills.
|       | \| Mills \| Coordenadas \| Diámetro \| \| ----- \| ------------------------------ \| -------- \| \| B \| 10°42′N 156°54′E / 10.7, 156.9 \| 24 km \| \| C \| 9°48′N 157°18′E / 9.8, 157.3 \| 14 km \| \| K \| 6°48′N 157°00′E / 6.8, 157.0 \| 26 km \| \| R \| 8°06′N 154°48′E / 8.1, 154.8 \| 19 km \| \| W \| 10°00′N 154°12′E / 10.0, 154.2 \| 18 km \| |          |
| Mills | Coordenadas | Diámetro |
| B     | 10°42′N 156°54′E / 10.7, 156.9 | 24 km    |
| C     | 9°48′N 157°18′E / 9.8, 157.3 | 14 km    |
| K     | 6°48′N 157°00′E / 6.8, 157.0 | 26 km    |
| R     | 8°06′N 154°48′E / 8.1, 154.8 | 19 km    |
| W     | 10°00′N 154°12′E / 10.0, 154.2 | 18 km    |